# Weaving Group
Weaving Group (anciennement GoFast) est un groupe français créé en 1983 par Arezki Idjerouidene et spécialisé dans le transport, le voyage, la communication digitale, la finance et l'épicerie fine.

## Historique
La fondation de la société a lieu en 1983 sous le nom de GoFast. L'entreprise propose des services logistiques et de transits spécialisés en partie dans le transport de la presse vers le Moyen-Orient.
En 1993, la filiale GFast à Houston (USA) est créée ainsi que GoFast Logistique Transit en Algérie. 
En 1997 a lieu le lancement de GoFast Travel, agence de voyages qui débute comme plateau d'affaires et prend aujourd'hui en charge les voyages sur mesure pour les entreprises.
2001 voit la reprise de la compagnie aérienne Aigle Azur par GoFast qui injecte des capitaux dans cette entreprise. 
En 2007 est créée l'agence de communication ResPublika. 
GoFast procède en 2011 au rachat de Helifirst et, en 2013, au rachat de Dagobert, agence de communication digitale et à sa fusion avec l'agence ResPublika. 
En 2016, GoFast devient Weaving Group. La même année, le regroupement de toutes les activités de transit et logistique est effectué sous la marque GoFast Freight Forwarding. Un consortium avec CJ Corporation est créé.
L'entreprise crée Weaving Invest en 2017 qui concentre ses prises de participations dans des structures axées sur la transformation et la création de produits ou services permettant de faciliter le quotidien d’entreprises ou de personnes.
Le 15 novembre 2017, Weaving a cédé sa participation de 32 % au capital de la compagnie aérienne Aigle Azur, les 68 % restants du capital sont détenus par Lu Azur (20 %) et HNA (48 %).
En 2019, prise de participation majoritaire dans La Chambre aux Confitures, épicerie fine spécialisée dans la confection de confitures haut de gamme produites en France.

## Activités
Spécialisé dans le transit puis la logistique pour de grands projets industriels à sa création, Weaving a peu à peu étendu son expertise aux domaines du transport aérien, du voyage, du tourisme, de l'investissement, de la communication ainsi que de l'épicerie fine.

## Implantations
Le groupe est implanté dans plusieurs pays : France, Algérie, USA, Portugal, Chine, Russie, Mali, Belgique, Espagne, Dubaï, Allemagne, Angleterre, Canada, Corée.

## Identité visuelle (logo)

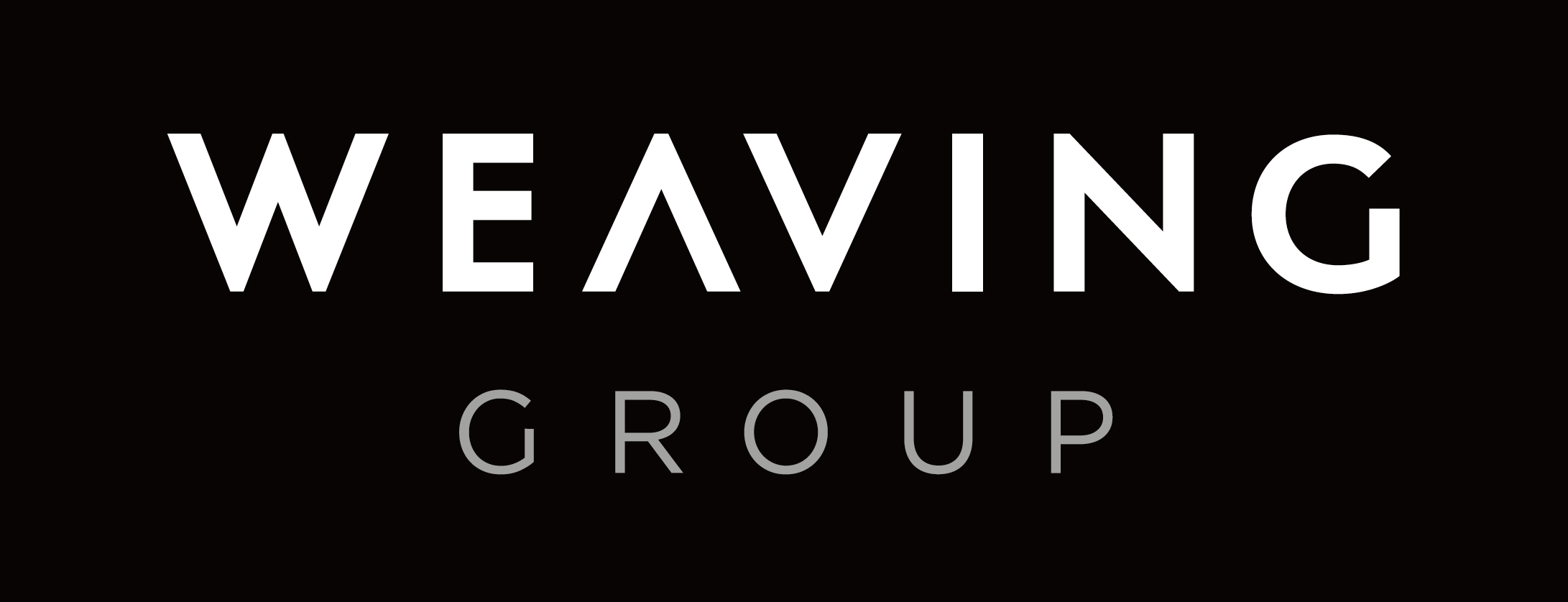
Logo de Weaving Group de 2016 à 2019
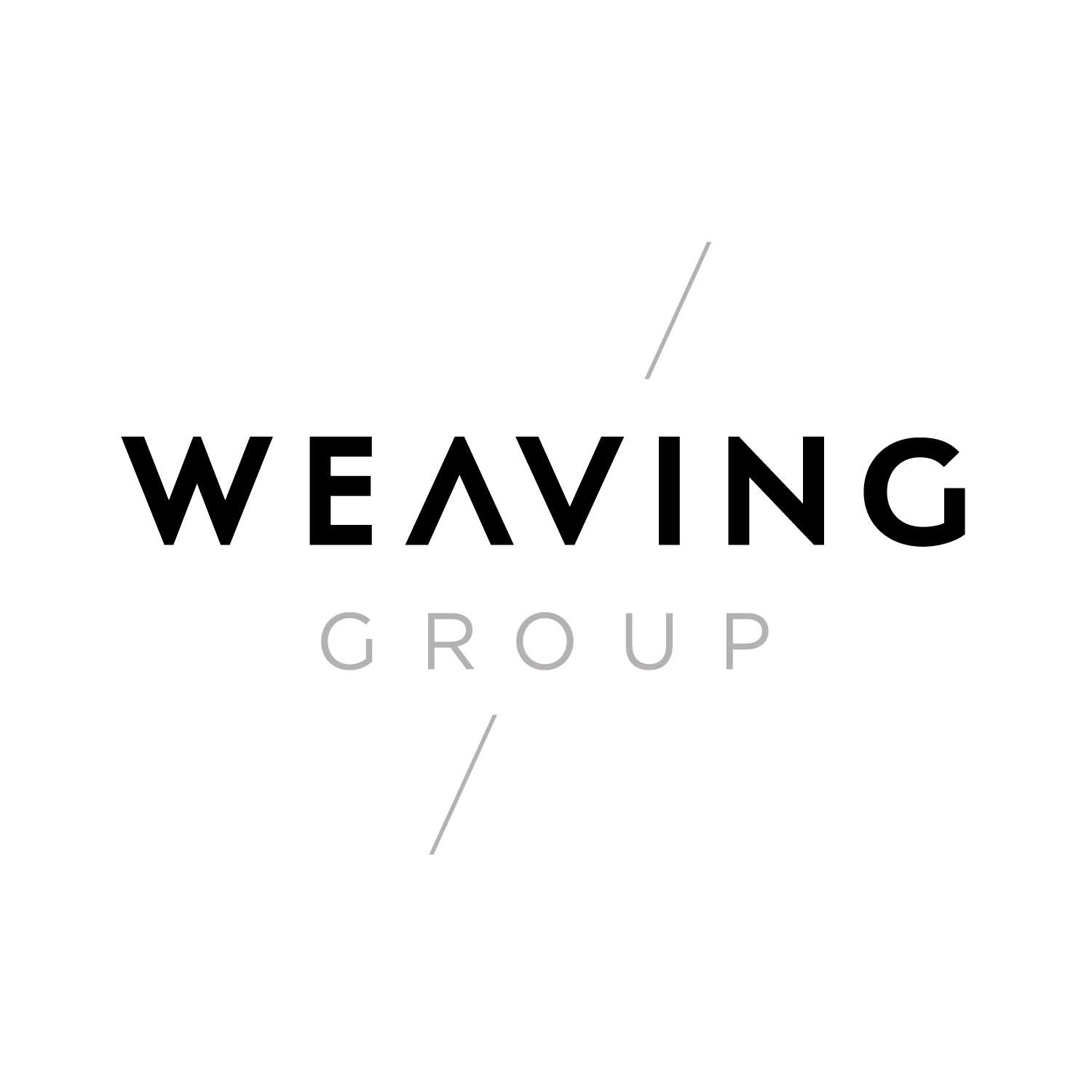
Logo de Weaving Group depuis 2019

## Filiales
- Logistique : GoFast Freight Forwarding (commissionnaire de transport, logistique et transit)
- Aérien : Helifirst (compagnie de transport en hélicoptère, France)
- Voyage : GoFast Travel (agence de voyages d'affaires, France et Algérie)
- Communication digitale : Dagobert (agence de communication, France)
- Finance : Weaving Invest
- Épicerie fine : La Chambre aux Confitures.

## Direction de l'entreprise
- Arezki Idjerouidene (1983-2014)
- Meziane Idjerouidene (depuis 2014)